# Porta de l'antiga capella de la Mare de Déu de l'Esperança
La Porta de l'antiga capella de la Mare de Déu de l'Esperança és una obra de Puigcerdà (Baixa Cerdanya) inclosa a l'Inventari del Patrimoni Arquitectònic de Catalunya.

## Descripció
Capella on hi havia l'antic fossar de l'antiga parròquia de Santa Maria, que fou destruïda l'any 1936 a causa d'un incendi. Actualment només en resta la torre campanar gòtica, que s'alça solitari a la Plaça de Santa Maria. A la mateixa plaça, aproximadament a uns 40m, es dreça un obelisc de marbre roig d'Isòvol, que configura la Plaça de l'Obelisc. A la part d'aquesta plaça es troba la portalada de la capella de l'antic fossar, a l'edifici del "Bar Sol i Sombra".